# Liturgisch drama
Het liturgisch drama is in feite een uitbreiding van de liturgie door middel van theatrale middelen. Het liturgisch drama ontstond vanuit de tropen. Hierin waren af en toe al dialogen en rolverdelingen. Een voorbeeld hiervan is te vinden in de met Pasen gezongen trope Quem Quaeritis: 'Wie zoekt gij?'. Deze vraag wordt gezongen door zangers en door andere zangers beantwoord met: 'Jezus van Nazareth, de gekruisigde. Het antwoord hierop luidt dan: Hij is niet hier, Hij is verrezen, zoals Hij voorspelde. Gaat, en kondigt aan dat Hij uit de dood verrezen is'. Aan het einde van de tiende eeuw vinden we deze dialoog als de kern van een klein ritueel met regie-aanwijzingen in de Regularis Concordia uit Winchester. De zangers beelden nu respectievelijk de engelen bij het graf en de drie Maria's uit, door minimale kostumering (mannen met een kap op het hoofd verbeelden de drie vrouwen, twee mannen met een palmtak de engelen). In latere versies van dit Paasspel worden steeds meer scènes toegevoegd, zoals de 'Jüngerlauf', waarin Petrus en Johannes om strijd naar het graf toesnellen. Allengs werden ook steeds meer kostuums, rekwisieten en decors toegevoegd. Het liturgisch drama was ontstaan. 
Uit Nederlandse kloosters en kerken zijn verscheidene Paasspelen overgeleverd, waarvan die van Maastricht en de Abdij van Rijnsburg tot de bekendste behoren. Van een spel uit Delft is slechts één rol overgeleverd, die van de zalfkoopman. Uit de rekeningen van de opvoering kan worden opgemaakt dat dit een zeer uitgebreid spel moet zijn geweest, dat op het kerkhof werd opgevoerd.
In de zeer uitgebreide theatrale opvoeringen van het paasdrama werd de kerk of kathedraal werd ingedeeld in een aantal locaties die ook wel 'huizen' genoemd werden. De hemel en de hel bevonden zich altijd links en rechts van het altaar. Andere locaties, zoals bijvoorbeeld het paleis van Herodes en de Olijfberg, bevonden zich aan weerszijden van het middenschip. In de late middeleeuwen werd steeds vaker gebruikgemaakt van de volkstalen in plaats van de kerkelijke voertaal, het Latijn. Het liturgisch drama is daarmee de voorloper van het latere mirakelspel en het passiespel.